# Decaborano
Decaborano, também chamado decaborano(14), é o borano de fórmula química B10H14. Este composto cristalino branco é um dos principais clusteres de hidreto de boro, como estrutura de referência e como precorsor para outros hidretos de boro.

## Manuseio e propriedades
O decaborano 14 possui um forte odor característico, algumas vezes descrito como semelhante ao mofo, à borracha ou intensamente amargo, parecido com chocolate que é exclusivo para boranos. As características físicas do decaborano-14 se assemelham às dos compostos orgânicos, tais como naftaleno e antraceno, na medida em que pode ser sublimado sob vácuo a temperaturas moderadas. A sublimação é o método comum de purificação. Como os compostos orgânicos, decaborano é altamente inflamável, mas, como outros hidretos de boro, ele queima com uma chama verde brilhante. Não é sensível ao ar úmido, embora sofra hidrólise em água fervente, liberando hidrogênio e dando uma solução de ácido bórico. É solúvel em água fria, bem como uma variedade de solventes não-polares e moderadamente polares.

## Estrutura

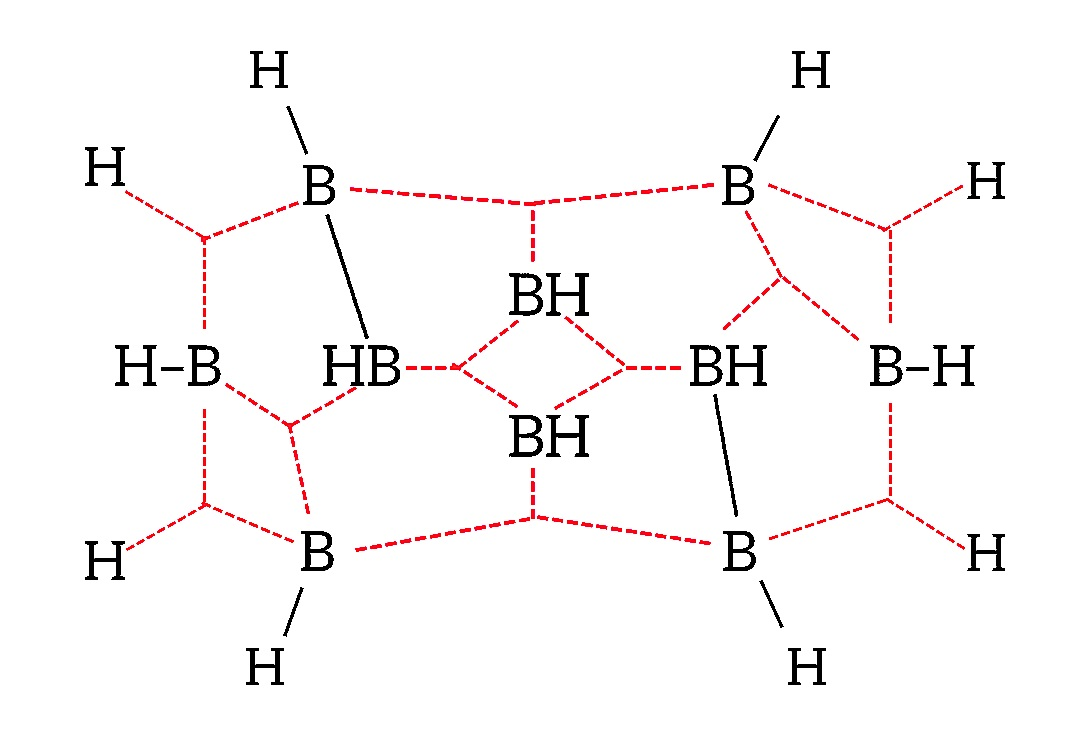
Estrutura do decaborano-14, destacando as ligações 3c-2e em vermelho. As ligações covalentes convencionais são mostradas em preto.

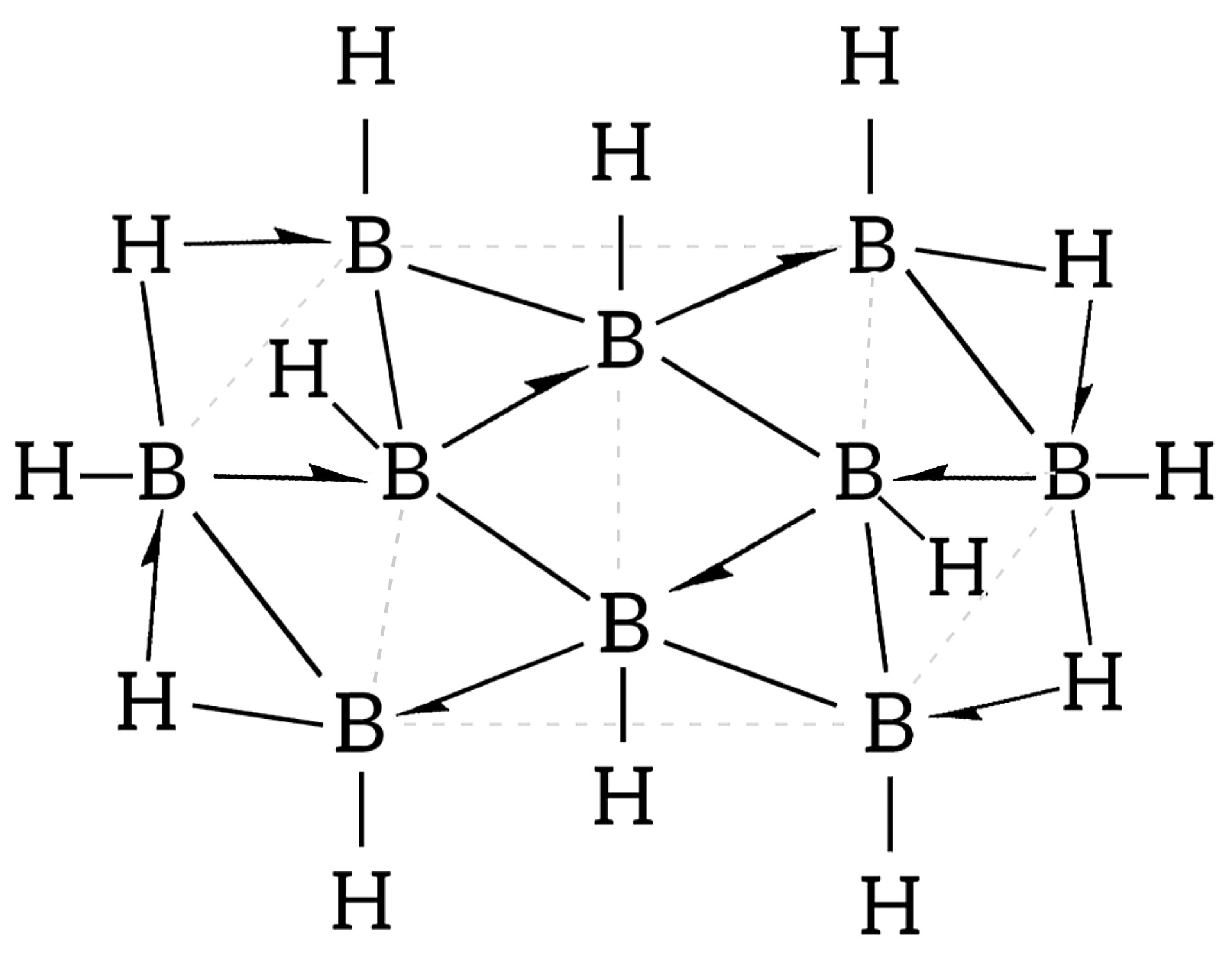
Estrutura planificada de uma das formas canônicas do híbrido de ressonância da estrutura do decaborano. As ligações 3c-2e são representadas pela notação de meia-seta de Parkin.

O esqueleto da estrutura do decaborano se assemelha a um octadecaedro incompleto, ou a um icosaedro com dois vértices vizinhos faltantes. Cada vértice da gaiola é composto por um grupo B–H radial, e quatro átomos de boro, próximos à parte aberta do cluster, possuem hidrogênios extra ligados. As ligações entre os boros e os hidrogênios ligados radialmente são ligações covalentes simples normais (embora o hidrogênio fique com uma carga parcial negativa, por ser mais eletronegativo do que o boro), enquanto as ligações entre os átomos de boro dentro da gaiola são consideradas como um híbrido de ressonância entre ligações covalentes normais e ligações do tipo ligação covalente tricentrada com dois elétrons (3c-2e). Há um total de duas ligações covalentes normais B–B, seis ligações tricentradas B---B---B, quatro ligações tricentradas B---H---B e dez ligações normais B–H. Os quatro hidrogênios extra da parte aberta da gaiola são ligados aos boros por ligações 3c-2e. Na linguagem da química cluster, a estrutura é classificada como "nido".

## Sínteses e reações
é comumente sintetizado através da pirólise de clusters menores de hidreto de boro. Por exemplo, o aquecimento do diborano ou do pentaborano B5H9 dá decaborano, com perda de H2. Em escala laboratorial, o borohidreto de sódio é tratado com trifluoreto de boro para produzir NaB
11H
14
, que é acidificado para liberar decaborano e gás hidrogênio.
O decaborano reage com bases de Lewis (L), tais como CH3CN e (CH3)2S, para formar derivados com a fórmula B10H12·2L.
B10H14· + 2L → B10H12L2· H2
Essas espécies, que são classificados como clusters do tipo "aracno", por sua vez, reagem com o acetileno para dar um "closo" orto-carborano:
B10H12L2 + C2H2 → C2B10H12 + 2L + H2
Ele é um ácido de Brønsted fraco. A eliminação de um próton gera o ânion [B10H13]-, com uma nova estrutura do tipo nido.

## Aplicações
O decaborano não tem aplicações importantes, embora tenha sido frequentemente investigadas. Uma vez que a molécula se decompõe em um plasma, produzindo íons de boro monoatómico, o decaborano é potencialmente útil como um combustível para fusão aneutrônica, e para a implantação de íons de boro  de baixa energia na fabricação de semicondutores. Também foi considerado para a deposição assistida de plasma de vapor químico para a fabricação de filmes finos contendo boro. No estudo sobre a fusão, a habilidade do boro de absorver nêutrons tem levado ao uso desses filmes finos de boro para "boronizar" as paredes da câmara de vácuo do tokamak para reduzir a reciclagem de partículas e impurezas no plasma e melhorar o desempenho global.
O decaborano é um reagente eficaz para a aminação redutiva de cetonas e aldeídos.
Decaborano também foi estudado como um aditivo para combustíveis especiais de alto desempenho de foguetes. Seus derivados foram investigados, como por exemplo o dietil-decaborano. Um combustível de composição patenteada inclui o copolímero de decaborano com poliéster vinílico. Vinil-decaborano ("dekene") é preparado reagindo-se o decaborano com o acetileno.

## Segurança
O decaborano, assim como o pentaborano, é uma toxina poderosa que afeta o sistema nervoso central, embora o decaborano seja menos tóxico que o pentaborano. Ele pode ser absorvido pela pele. 
A purificação por sublimação requer um vácuo dinâmico para remover os gases desenvolvidos. Amostras brutas explodem perto de 100°C.
Ele pode formar uma mistura explosiva com o tetracloreto de carbono, o que causou uma explosão, muitas vezes citada em uma fábrica de Malta, NY em 1948, quando CCl4 foi usado para limpar o equipamento.
Na forma cristalina, reage violentamente com ácido nítrico fumegante vermelho e branco, que tem uso como oxidante de combustível de foguete, produzindo uma detonação extremamente poderosa.

## Leitura posterior
- NIST Chemistry Webbook, decaborano, acessado em 23 de outubro de 2006. (em inglês)
- National Pollutant Inventory, Boro e compostos, acessado em 23 de outubro de 2006. (em inglês)
- Decaborano em síntese orgânica (em inglês)
- Webelements, Compostos de boro, acessado 23 de outubro de 2006. (em inglês)